# ایستگاه متروی میدان صنعت
ایستگاه متروی میدان صنعت، یکی از ایستگاه‌های خط ۷ متروی تهران است. این ایستگاه در شهرک غرب، میدان صنعت قرار دارد و قرار است این ایستگاه، ایستگاه تبادلی خط ۷ و خط ۹ متروی تهران شود.
این ایستگاه در عمق ۱۷.۵۵ متری از سطح زمین است
با توجه که این ایستگاه به محله‌های شهرک غرب و سعادت آباد نزدیک است یکی از شلوغ ترین ایستگاه‌های متروی تهران است

## امکانات
از امکانات این ایستگاه می‌توان به پله برقی، آبسرد کن، و پایانه تاکسیرانی و اتوبوسرانی اشاره کرد.